# Vèspids
Els vèspids (Vespidae) són una família d'insectes himenòpters de la superfamília dels vespoïdeus. És un grup cosmopolita amb unes 5.000 espècies que inclou les vespes socials i moltes de les vespes solitàries.

## Sistemàtica
Les subfamílies Polistinae i Vespinae estan compostes només d'espècies eusocials, mentre que les subfamílies Eumeninae, Euparagiinae, i Masarinae estan formades d'espècies amb individus solitaris. Un cas a part és el de la subfamília Stenogastrinae que conté una varietat de formes tant solitàries com socials.
Els polistins (Polistinae) i els vespins (Vespinae), no consumeixen la presa directament, sinó que la masteguen i aquesta massa nutritiva alimenten les larves, i les larves, a canvi, produeixen un líquid clar, amb un alt contingut en aminoàcids, que els adults consumeixen. La composició exacta de l'aminoàcid varia considerablement entre les espècies, però el que sembla clar és que contribueix substancialment a la nutrició dels adults.
Hi ha 6 subfamílies:
- Eumeninae
- Euparagiinae
- Masarinae
- Polistinae
- Stenogastrinae
- Vespinae

A Europa no hi ha individus de les subfamílies Euparagiinae i Stenogastrinae.
Alguns gèneres són els següents:
- Apoica Lepeltier, 1836 Cyberquebec
- Brachygastra Perty, 1833
- Belonogaster Saussure, 1854Cyberquebec
- Delta Saussure, 1855
- Dolichovespula Rohwer, 1916
- Eumenes Latreille, 1802
- Euparagia Cresson, 1879
- Mischocyttarus Saussure, 1853
- Pachodynerus Saussure, 1875
- Paravespula Blüthgen, 1938
- Polistes Latreille, 1802
- Rygchium
- Vespa Linnaeus, 1758
- Vespula Thomson, 1869

Els gèneres europeus són: Vespa, Polistes, Vespula i Dolichovespula.

## Fotos

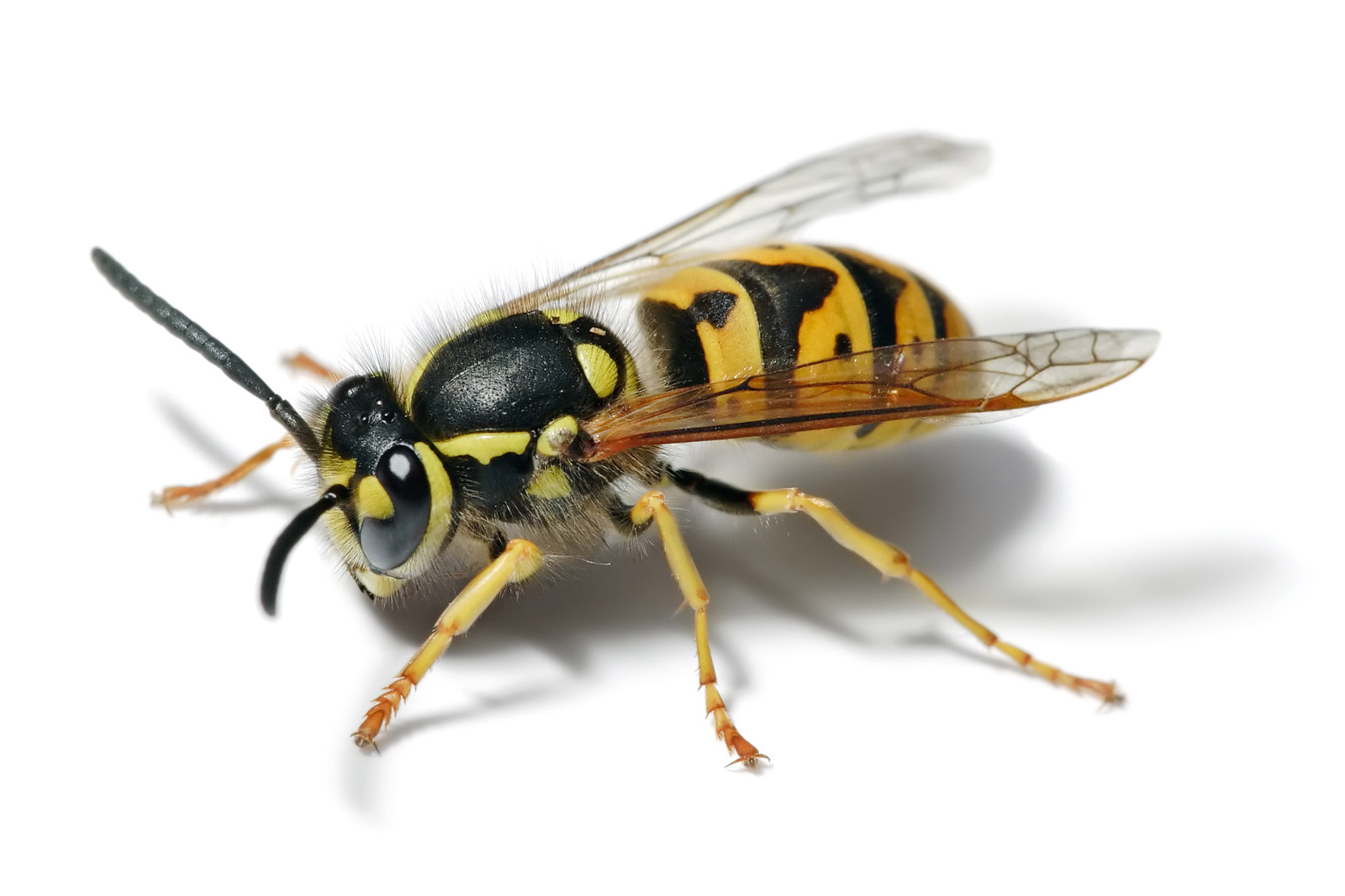
Vespa europea
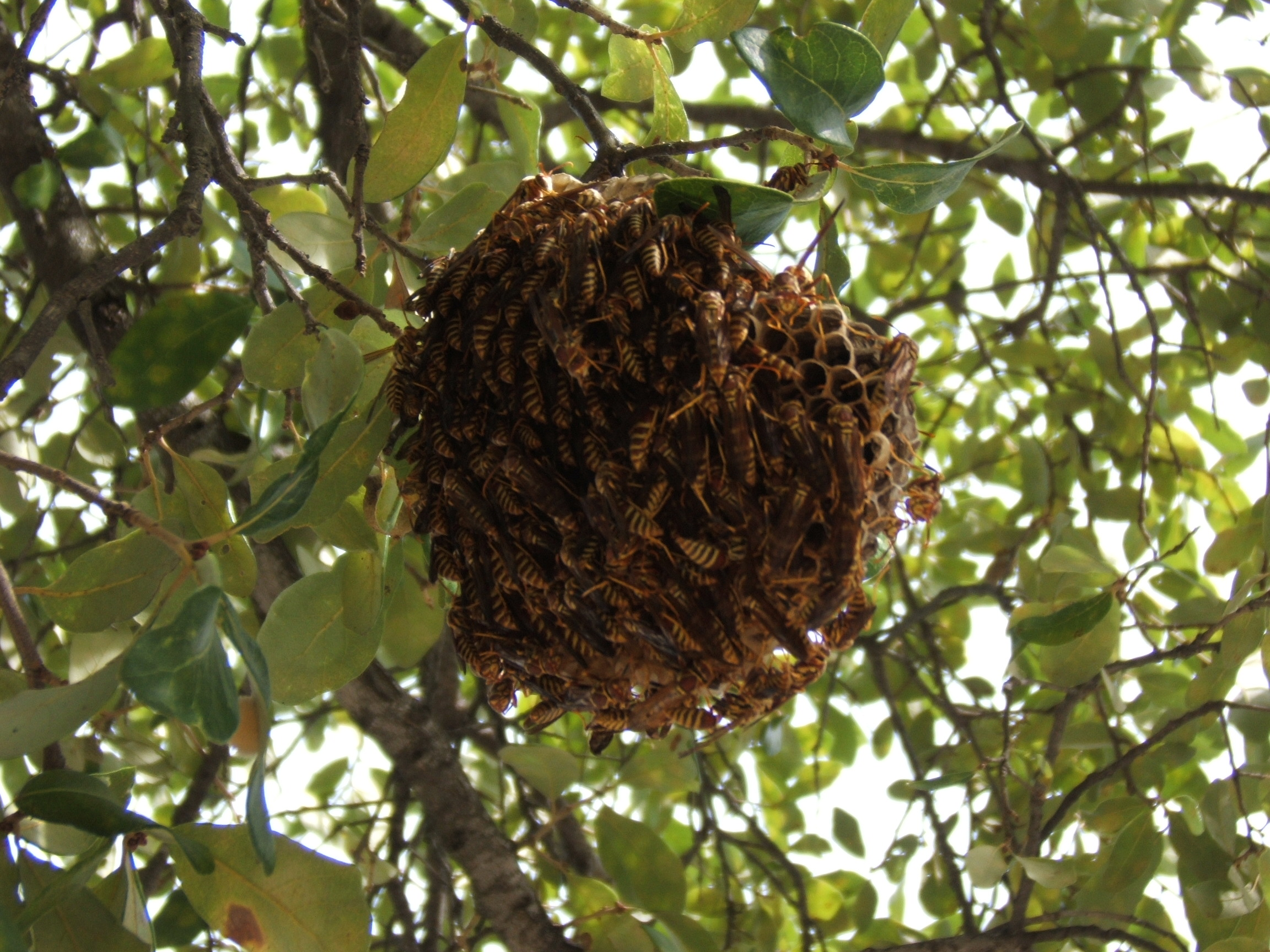
Rusc de Polistes
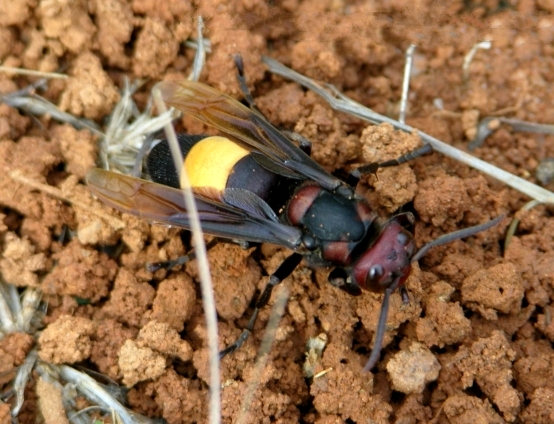
Vespa tropica de l'Índia
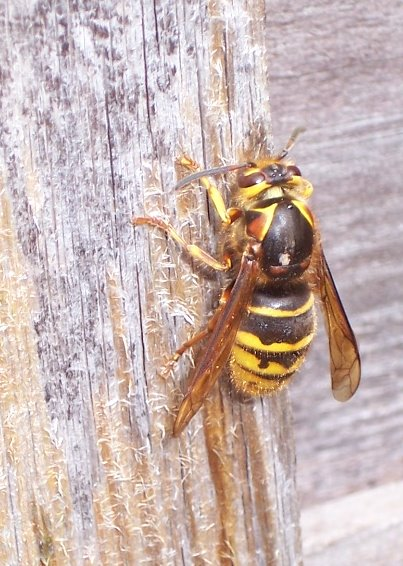
Vespa europea menjant fusta